# Diasemopsis pleuritica
Diasemopsis pleuritica är en tvåvingeart som beskrevs av Charles Howard Curran 1931. Diasemopsis pleuritica ingår i släktet Diasemopsis och familjen Diopsidae. Inga underarter finns listade i Catalogue of Life.